# 보루네오가구
보루네오가구는 대한민국의 가구 회사이다.

## 역사
보루네오가구는 1966년 9월 3일에 설립되었고, 1988년 9월 22일에 상장되었다. 가정용·사무용·주방용 가구 등을 제조 및 판매하는 사업을 한다.